# سانت هيلانة وأسينشين وتريستان دا كونا
اقليم سانت هيلانة وتوابعه  هو أحد أقاليم ما وراء البحار البريطانية في جنوب المحيط الأطلسي يتألف من جزيرة سانت هيلينا وجزيرة أسينشين ومجموعة جزر تريستان دا كونا. سابقا كانت يعرف باسم «سانت هيلينا والأقاليم التابعة لها» حتى 1 سبتمبر 2009م حيث بدأ العمل بدستور جديد ساوى بين الجزر الثلاث في المكانة والأهمية.

## التقسيمات الإدارية
وينقسم الإقليم إداريا، إلى نفس المناطق الثلاثة بتقسيمها الجغرافي، وتسمى بأسمائها: سانت هيلينا، وأسينشين، وتريستان دا كونا. يحكم كل منها مجلس مستقل، ويرأس محافظ سانت هيلينا «المجلس التشريعي» للإقليم، في حين يمثله محافظ في جزيرة أسينشين ومحافظ في تريستان دا كونا يترأس كل منهما مجلس منطقته. (انظر جزء الدستور أدناه).
| المنطقة الإدارية | المساحة كلم2 | المساحة ميل2 | السكان | المركز الإداري       | رمز الأيزو - ألفا2 | رمز الأيزو - ألفا3 |
| ---------------- | ------------ | ------------ | ------ | -------------------- | ------------------ | ------------------ |
| سانت هيلينا      | 122          | 47           | 5,809  | جيمس تاون            | SH                 | SHN                |
| جزيرة أسينشين    | 91           | 35           | 1,532  | جورج تاون            | AC                 | ASC                |
| تريستان دا كونا  | 207          | 80           | 264    | إدنبرة البحار السبعة | TA                 | TAA                |
| إجمالاً           | 420          | 162          | 7,729  | جيمس تاون            | SH                 | SHN                |

وتنقسم جزيرة سانت هيلينا في حد ذاتها إلى ثماني مناطق.

## التاريخ
انظر أيضا: تاريخ سانت هيلينا
بالرغم من أن هذه الجزر البركانية اكتشفها عدة مستكشفين برتغاليين بين عامي 1502م و 1504م - كل جزيلاة على حده -، إلا أن هذه الجزر جميعها كانت مستعمرات بريطانية سابقة.

### اكتشاف البرتغاليين لهذه الجزر
اكتشف البرتغاليون جزيرة سانت هيلينا وكانت وقتئذ غير مأهولة بالسكان، كثيرة الأشجار، عذبة المياه. فجلبوا إليها المواشي وأشجار الفاكهة والخضروات، وبنوا فيها كنيسة صغيرة ومنزلاً أو منزلين. وبالرغم من أنهم لم يبنوا فيها مستعمرات دائمة؛ إلا أن الجزيرة غدت ذات أهمية كبيرة لجمع الغذاء، ونقطة التقاء لرحلات العائدين من آسيا. وحدد الإنكليزي السير فرانسيس دريك في رحلته الأخيرة حول العالم (1577–1580) موقع الجزيرة تحديداً دقيقاً. تبع ذلك المزيد من الزيارات لمستكشفين إنجليز، فلما عرف موقع جزيرة هيلينا على نطاق واسع، بدأت السفن الحربية الإنجليزية باستغلال تلك المنطقة للتربص بالبرتغاليين العائدين إلى ديارهم قادمين من الهند ومهاجمتهم. كما بدأ الهولنديين بارتياد الجزيرة لتنمية تجارتهم في الشرق الأقصى، وقدموا مطالبة رسمية بذلك في عام 1633م، ولكنهم لم يحصلوا عليها، وبحلول 1651م تخلوا عنها إلى حد كبير بعد أن استعمروا رأس الرجاء الصالح.

### الاستعمار الإنجليزي البريطاني

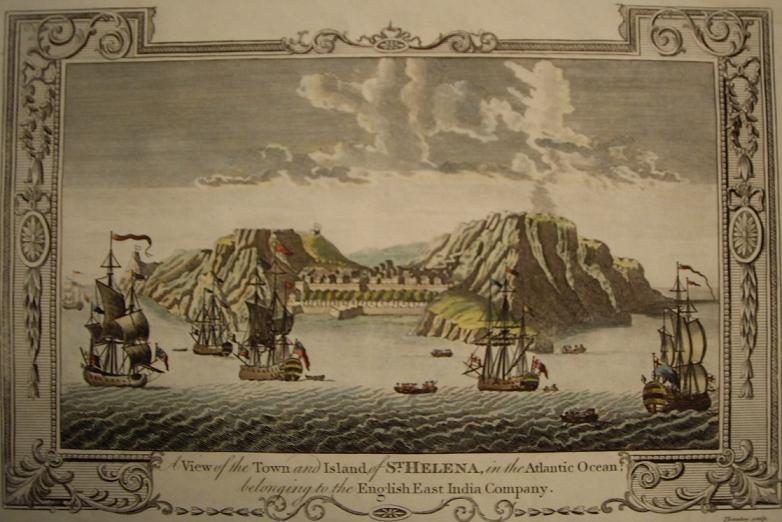
صورة لمدينة وجزيرة سانت هيلينا في المحيط الأطلسي تابعة لشركة الهند الشرقية الإنكليزية (1790).

منحت شركة الهند الشرقية الإنجليزية ميثاقا لحكم سانت هيلينا على يد أوليفر كرومويل عام 1657م، وقررت الشركة في السنة التالية تحصين الجزيرة مع المزارعين واستعمارها. ثم وصل أول حاكم لها وهو القبطان جون دوتون في 1659م، ومنذ ذلك الوقت تعد سانت هيلينا ثاني أقدم مستعمرة بريطانية (موجودة حتى الآن) (بعد برمودا). واكتمل بناء الحصن وعدد من المنازل. وبعد إعادة الملكية الإنجليزية في 1660، تلقت شركة الهند الشرقية «ميثاقاً ملكياً» يعطيها كامل الحق في تحصين الجزيرة واستعمارها. وتكريماً لدوق يورك وولي العهد الملك جيمس الثاني ملك إنجلترا الأخير أعيدت تسمية الحصن فسمي حصن جيمس «جيمس فورت» سميت المدينة كذلك بمدينة جيمس «جيمس تاون».
وفي التطورات الجغرافية السياسية اللاحقة أصبحت جميع الجزر في نهاية المطاف تابعة للمملكة المتحدة رسمياً حيث نمت الإمبراطورية البريطانية لتصبح قوة عظمى عالمية. (وأصبحت إنجلترا فيما بعد جزءاً من مملكة بريطانيا العظمى الجديدة في 1707م، ومن ثم المملكة المتحدة في 1801م.) وحكمت شركة الهند الشرقية أهم وأول مستعمرة وهي جزيرة سانت هيلينا منذ 1659م. ثم عرف دولياً بالمكان الذي اختارته الحكومة البريطانية لنفي نابليون بونابرت، حيث احتجز في الجزيرة من تشرين الأول/أكتوبر سنة 1815م حتى وفاته في الخامس من أيار/مايو سنة 1821م، كما عرف أنه مستعمرة للتاج البريطاني في سنة 1834م كما نص على ذلك قانون حكومة الهند سنة 1833م. أما جزيرة أسينشين غير المأهولة فقد كانت الحاميات البحرية الملكية تحميها في 22 من تشرين الأول/أكتوبر سنة 1815م، وبعد ذلك بقليل مع انتهاء «عصر الإبحار بالسفن» أصبح موقعها الصعب على خط الاستواء راكداً وقلت أهميته مقارنة بأهميته الإستراتيجية كمحطة بحرية مركزية للتزويد بالوقود. وضمت كذلك جزيرة تريستان دا كونا كتابعة لمستعمرة الرأس (جنوب أفريقيا البريطانية) لأسباب مماثلة في 14 من آب/أغسطس سنة 1816م في تسوية الحروب النابليونية. وقبل ذلك سكن تلك الجزيرة المستكشف الأمريكي الخاص لفترة قصيرة، والذي سمى الإقليم بإقليم جزر الإنتعاش.
وبدأ الاتحاد السياسي بين هذه المستعمرات يتبلور في 12 من أيلول/سبتمبر سنة 1922م، حيث أصبحت جزيرة أسينشين تابعة لجزيرة سانت هيلينا بسند امتلاك. لحقتها بعد ذلك جزيرة تريستان دا كونا قليلة السكان في 12 من كانون الثاني/يناير سنة 1938م، والتي لا يزيد عدد سكانها حتى اليوم عن ثلاثمائة نسمة. وتشاركت مجموعة الجزر الثلاث هذه العلاقة الدستورية حتى 1 من أيلول/سبتمبر سنة 2009م عندما رفعت الأقاليم التابعة مطالبات بالمساواة بينهم جميعا لمكانة سانت هيلينا، فغير الإقليم اسمه من «سانت هيلينا والأقاليم التابعة له» إلى «سانت هيلينا وأسينشين وتريستان دا كونا».

### الحرب العالمية الثانيةوالوجود العسكري التابع لذلك
خلال معركة المحيط الأطلسي في الحرب العالمية الثانية وبعد عدة سنوات من حرب القوارب الغواصة (U-boat) في المحيط الأطلسي، استخدم الحلفاء جزيرتي سانت هيلينا وأسينشين لإنشاء قاعدة دوريات الغارات المضادة للتجارة السطحية والحرب المضادة للغواصات (ASW) ضد قوى الوحدات البحرية لدول المحور. واستخدمت في البداية القوارب الطائرة في الدوريات البحرية طويلة المدى دورية بحرية القارب الطائرة في هذا الجهد، ثم بنيت مهابط طائرات لدعم الطائرات في القواعد البرية والتي أمدت 'دوريات طائرات كاتالينا بي بي واي (PBY Catalina) بالمؤن وعززتها وأكملتها في مهمة الحرب المضاة للغواصات ذات الأهمية الحيوية وذلك في الحرب لاحقاً وأثناء القتال لتحسين التغطية الجوية على الممرات البحرية الهامة تجارياً.
وما زالت كل من الولايات المتحدة وبريطانيا العظمى تشغل مطار أسينشين (القوات الجوية الملكية في جزيرة أسينشين: RAF Ascension Island) والمستغل أيضاً كقاعدة اتصالات فضائية، وإشارات الاستخبارات، ورابطة ومركز الملاحة (المحطة الأرضية). كما تقع هناك إحدى المحطات الخمس الأرضية المرتبطة بالأقمار الصناعية للنظام العالمي لتحديد المواقع" (نظام التموضع العالمي).

## جغرافيتها

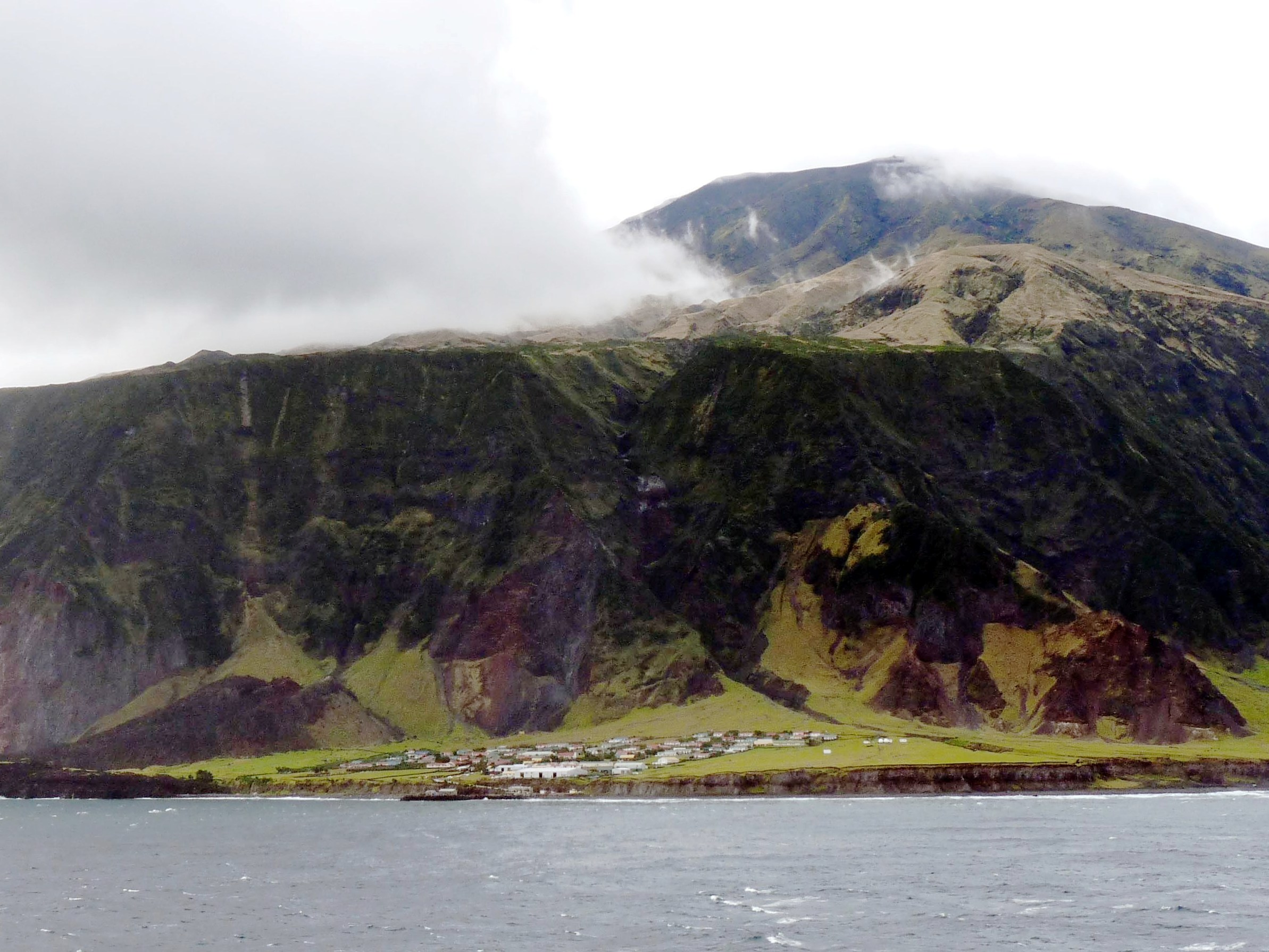
إدنبرة البحار السبع - تريستان دا كونا

انظر أيضا: جغرافية سانت هيلينا وأسينشين وتريستان دا كونا وجبال وهضاب سانت هيلينا وأسينشين وتريستان دا كونا
يمتد الإقليم على مسافة ضخمة من جنوب المحيط الأطلسي، إذ تقع أقصى جزيرة في شمال الأقليم وهي جزيرة أسينشين على خط عرض 7ْ جنوب خط الاستواء، بينما تقع جزيرة غوف في أقصى جنوب الإقليم على دائرة عرض 40ْ. ويقع مدار الجدي بين جزيرتي سانت هيلينا وتريستان دا كونا. فالمسافة بين الحافة الشمالية لجزيرة أسينشين والحافة الجنوبية لجزيرة غوف هي2263 ميل (3642 كيلومتر) (أي ما يعادل المسافة بين لندن والبحر الميت). ويقع كامل الإقليم في نصف الكرة الغربي، ولها نفس المنطقة الزمنية: غرينتش. ولا وجود للتوقيت الصيفي هناك.
ومناخ أسينشين حار جاف، في حين أن مناخ سانت هيلينا أكثر اعتدالاً (وجاف في المناطق الساحلية) أما تريستان دا كونا فهو أبرد من لك بكثير. وأعلى نقطة في الإقليم هو قمة كوين ماري في جزيرة تريستان دا كونا حيث ترتفع عن سطح البحر 2,062 متر (6,765 قدم), وهي المصنفة على أنها أشهر قمة.
وبالرغم من أن جميع الأجزاء الثلاثة للإقليم تشكلت نتيجة نشاط بركاني، فإن مجموعة جزر تريستان دا كونا وحدها من جزر الإقليم هي المجموعة النشطة بركانياً حتى هذه اللحظة.

### المياه الإقليمية
تمتد المياه الإقليمية للجزر 12 ميلاً بحرياً من خطوط الأساس الساحلية. وتمتد المناطق الاقتصادية الخاصة (EEZ) على طول 200 ميل بحري (370 كيلومتر) من خطوط الأساس لهذه الجزر. وبالرغم من حجم هذه الجزر فإن المناطق الثلاث الاقتصادية الخالصة لا تتداخل مع بعضها البعض، ولا تبلغ حجم المناطق الاقتصادية الخالصة لأي بلد أو إقليم آخر. إذ يتمتع الإقليم بأضخم منطقة اقتصادية الخالصة تابعة لأقاليم ما وراء البحار البريطانية (بل في الواقع أكبر من منطقة المملكة المتحدة الاقتصاية الخالصة)، وبالنسبة لترتيبها بين البلدان حسب حجم المنطقة الاقتصادية الخالصة فستأتي في المرتبة 21 بعد البرتغال وقبل الفلبين. ولا تخضع الجزر ولا مناطقها الاقتصادية الخاصة لأي نزاع دولي حالي.
| المنطقة         | كلم2      | ميل2    |
| --------------- | --------- | ------- |
| سانت هيلينا     | 441,658   | 170,525 |
| أسينشين         | 444,916   | 171,783 |
| تريستان دا كونا | 754,720   | 291,400 |
| إجمالاً          | 1,641,294 | 633,708 |

وقدمت المملكة المتحدة في عام 2008م طلباً إلى اللجنة المعنية بحدود الجرف القاري التابعة للأمم المتحدة للمطالبة بتوسيع حدود الجرف القاري لجزيرة أسينشين إلى أكثر من 200 ميل بحري (380 كيلومتر). وأوصت اللجنة في عام 2010م بأن لا تزيد الحدود عن الحد القياسي، استناداً إلى الدراسات الاستقصائية العلمية.

## الدستور

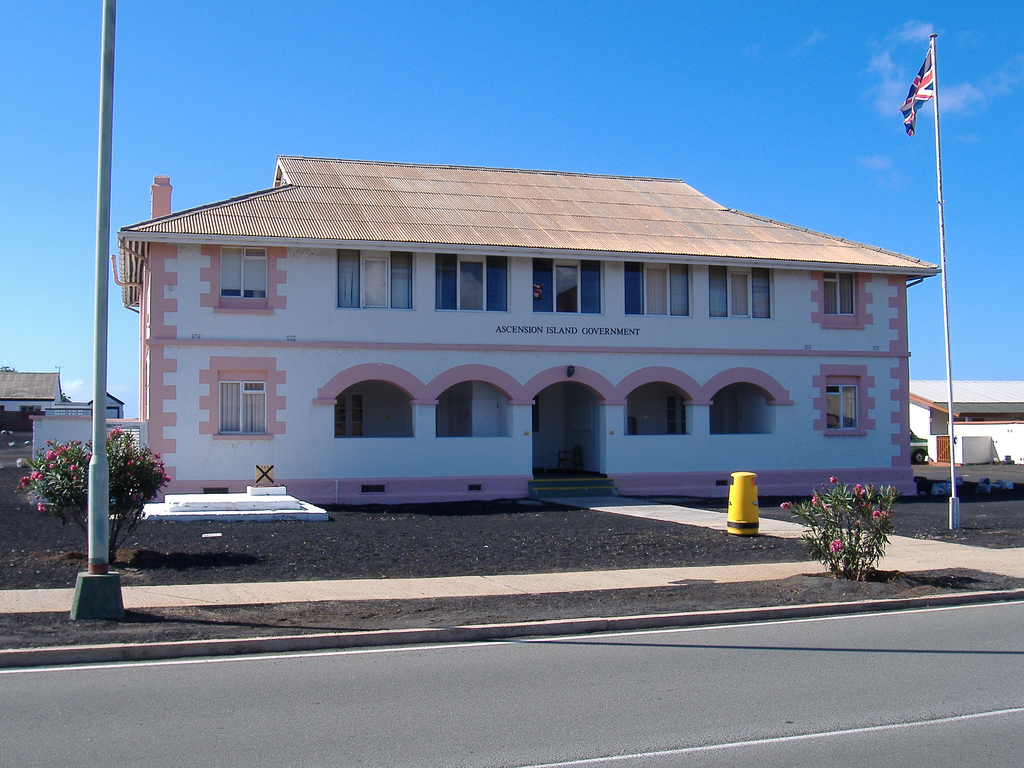
المركز الحكومي في أسينشين

انظر أيضا السياسة في سانت هيلينا وأسينشين وتريستان دا كونا
سن دستور جديد للإقليم بناء على الطلب الدستوري في 2009م في جزر سانت هيلينا وأسينشين وتريستان دا كونا (وهو النظام في مجلس المجلس الخاص للمملكة المتحدة), والذي دخل حيز التنفيذ في 1 سبتمبر 2009م. على الرغم من أن رفع مكانة جزيرتي أسينشين وتريستان دا كونا ومساواتها بمكانة جزيرة سانت هيلينا، إلا أن الدستور مقسم إلى ثلاثة فصول؛ لكل إقليم فصل خاص. فالمحافظ والمجلس التشريعي في سانت هيلينا، بينما يكون لكل من جزيرتي تريستان دا كونا وأسينشين نائب ومجلس للجزيرة. كما يتضمن الدستور (في كل أجزاء الإقليم) «الحقوق والحريات الأساسية للأفراد».
| المنطقة         | ممثل العرش                  | المجلس                       |
| --------------- | --------------------------- | ---------------------------- |
| سانت هيلينا     | محافظ سانت هيلينا           | المجلس التشريعي لسانت هيلينا |
| جزيرة أسينشين   | مسؤول جزيرة أسينشين         | مجلس جزيرة أسينشين           |
| تريستان دا كونا | مسؤول جزيرة تريستان دا كونا | مجلس جزيرة تريستان دا كونا   |

ولسانت هيلينا أيضاً مجلس تنفيذي. ومحافظ سانت هيلينا هو ممثل ملكة بريطانيا في الإقليم. ويتشارك الإقاليم الثلاثة في مدع عام ومحكمة عليا ومحكمة استئناف واحدة.

### الاتحاد الأوروبي
والإقليم بلد أو إقليم بعيد عن الاتحاد الأوروبي، ذو جوانب محدودة من عضوية الاتحاد الأوروبي تطبق على إدارته وقوانينه ومواطنيه. ومع ذلك فهو ليس بجزء من الاتحاد الأوروبي (فالإقليم الوحيد من أقاليم ما وراء البحار البريطانية الذي يعد جزءاً من الاتحاد الأوروبي هو إقليم جبل طارق).

## العملة
انظر أيضاً: جنيه سانت هيليني

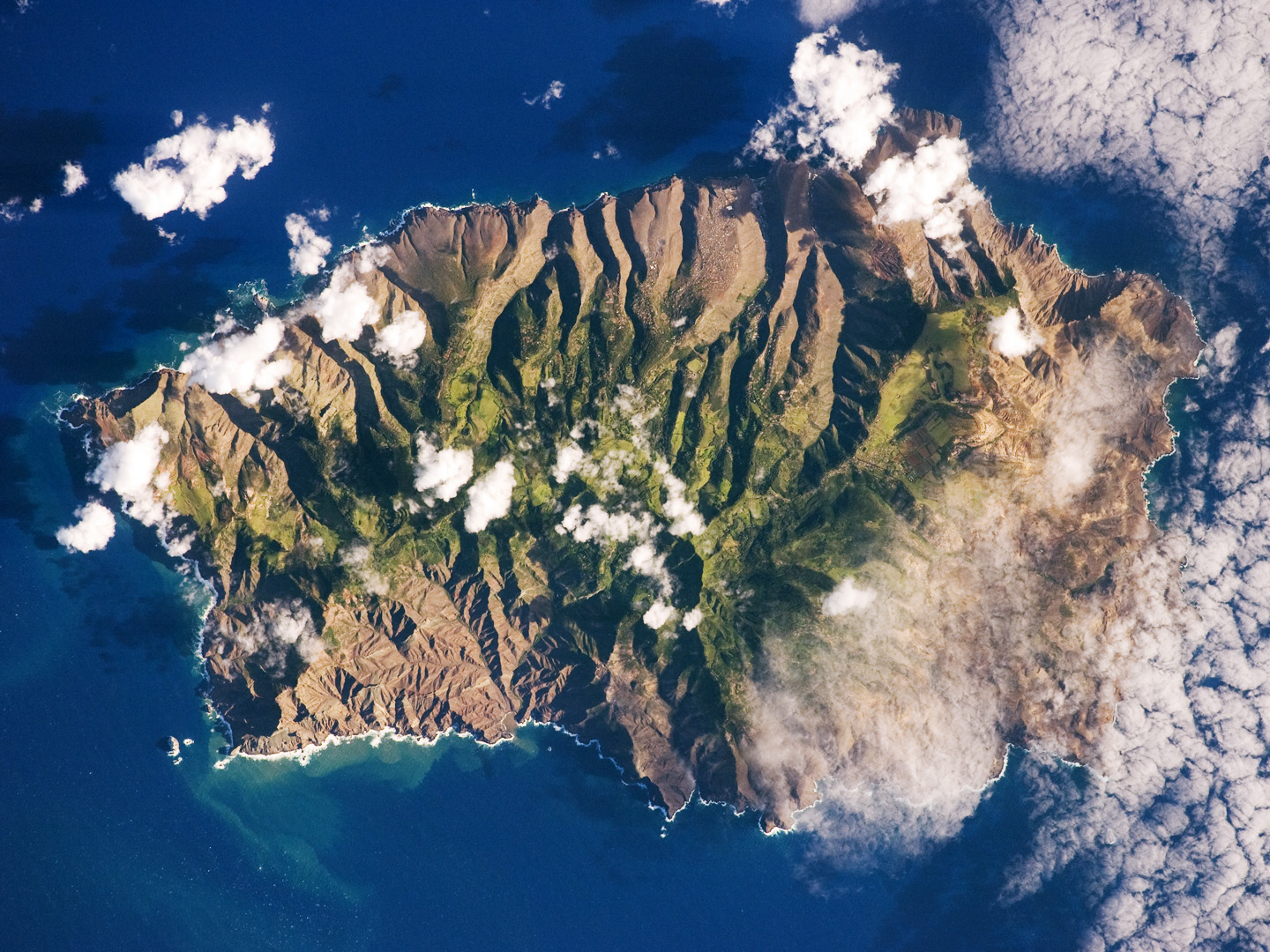
جزيرة سانت هيلينا

استخدمت سانت هيلينا عملة الجنيه الاسترليني كما هو الحال في المملكة المتحدة حتى سنة 1976م عندما بدأت إصدار الأوراق النقدية الخاصة بها مساواياً للجنيه الاسترليني. كما بدأ الإقليم بإصدار العملة الخاصة به في سنة 1984م، وهي عملة مشابهة للعملات المعدنية في المملكة المتحدة إلا أن التصميم الخلفي لها مختلف. كما يتعامل الناس في جزيرة أسينشين بعملة سانت هيلينا، ولكن في الجزء الآخر من الأقليم في تريستان دا كونا حيث يتعامل أهلها بعملة المملكة المتحدة.
ويصدر «مفوضي العملة» وهم جزء من حكومة سانت هيلينا الجنيه النقدي والعملات المعدنية الخاصة بسانت هيلينا. ولا يوجد هنا أي بنك مركزي؛ إذ أن عملتها مرتبطة بالجنيه الاسترليني التي يشرف عليها بنك إنجلترا في لندن. ومصرف سانت هيلينا هو المصرف الوحيد في الإقليم. ويحدد البنك الدولي معدلات الإقراض والإيداع في ذلك المصرف، وله فروع في جيمس تاون في سانت هيلينا وجورج تاون في جزيرة أسينشين. وعلى الرغم من أن البنك ليس لديه وجود مادي في تريستان دا كونا، إلا أنه يحق لسكان تريستان دا كونا استخدام خدماته.

## الاتصالات
انظر أيضا: النقل في سانت هيلينا واتصالات سانت هيلينا وأسينشين وتريستان دا كونا

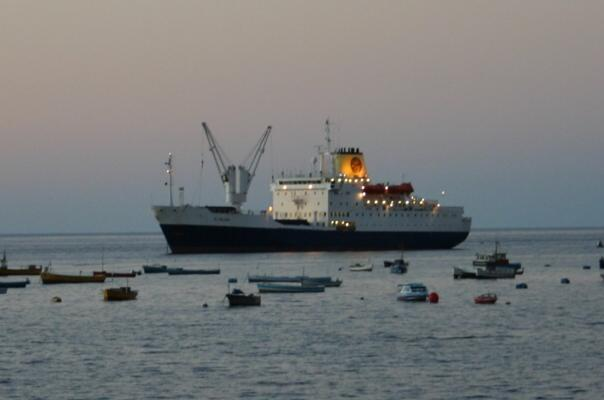
القوات الجوية الملكية في سانت هيلينا في خليج جيمس، قبالة سانت هيلينا

كل من الجزر الرئيسية الثلاثة لها مرفأ أو ميناء صغير، تقع في التسوية الرئيسية للجزر الثلاث (جورج تاون وجيمس تاون وإدنبره). ويوجد في جزيرة أسينشين مطارات عسكرية مثل (القوات الجوية الملكية في جزيرة أسينشين) برحلات منتظمة بين «القوات الجوية الملكية»]]برايز نورتون]] في المملكة المتحدة، والقوات الجوية الملكية ماونت بليزانت في جزر فوكلاند. وهي في المقام الأول لاستخدام سلاح الجو الملكي البريطاني على الرغم من أنه ق يسمح لبعض لبعض المدنيين باستخدامها. وتستخدم القوات الأمريكية أيضاً جزيرة أسينشين (والتي تمد قاعدة المستخدمة في أسينشين) واختير هذا المكان كموقع هبوط اضطراري لبرنامج المكوك الفضائي. ولا يوجد مطار في جزيرة سانت هيلينا في الوقت الحالي، ولكن اقترح بناء مطار مدني، ومن المقرر أن يفتتح في عام 2015م، برحلات جوية من جنوب أفريقياوإليها. ولا يمكن الوصول إلى جزر تريستان دا كونا إلا عن طريق البحر.

### الاتصالات السلكية واللاسلكية
وتوفر شركتي كيبل (Cable) ووايرلس (Wireless) خدمات الاتصالات السلكية واللاسلكية في الإقليم. أما مفتاح رمز الاتصال الدولي لسانت هيلينا فهو 290+ منذ عام 2006م، وتشترك معها فيه جزيرة تريستان داكونا. ويتألف رقم الهاتف من 4 أرقام طويلة. وتبدأ أرقام من 1-9، يبدأ رقم الهاتف بالرقم 8 متبوعاً بثلاث أرقام في جزر تريستان دا كونا ويبدأ بالرقم 2 متبوعاً بمثلها في جيمس تاون. أما مفتاح الاتصال الدولي لجزيرة أسينشين فهو 247+ ويتألف رقم الهاتف كذلك من 4 أرقام أيضاً. وتدير جزيرة أسينشين مرفق بث واسع النطاق للبث الموجات الدولي القصيرة الدولية لأفريقيا وأمريكا الجنوبية.

### البريد
وتقوم الجزر الثلاث بإصدار طوابعهم البريدية الخاصة بهم، والتي توفر دخلاً كبيرا. ولكل جزيرة من الجزر الرئيسية الثلاث في الإقليم رمز بريدي خاص بكل جزيرة للبريد الملكي:
- جزيرة أسينشين: ASCN 1ZZ
- سانت هيلينا: STHL 1ZZ
- تريستان دا كونا: TDCU 1ZZ

التشغيل الأخير لسفينة البريد الملكية -(RMS) سانت هيلينا- كان من كيب تاون وإليها (وفي قليل من الأحيان من المملكة المتحدة وإليها، وفي بعض الأحيان عبر خليج والفيس في ناميبيا) إلى الجزر. ويتوقع ان يستمر ذلك حتى اكتمال بناء مطار جزيرة سانت هيلينا.

### حركة مرور المركبات
وطول طرق سانت هيلينا تعادل نحو 138 كيلو متر (86 ميل) 118 كيلومتر منه (73 ميل) منها معبد بينما 20 كيلومتر (12 ميل) منها غير معبد. بينما يقدر طول طرق جزيرة تريستان دا كونا تقريبا بـ 10 كيلومتر (6.2 ميل) من الطرق المعبدة، بينما تزيد جزيرة أسينشبن إلى 40 كيلومتر (25 ميل) طريق معبد. وكل جزيرة نظام تسجيل لوحات المركبات الخاصة بها. وعجلة القيادة في السيارات على اليمين في جميع الجزر الثلاث كما هو الحال في المملكة المتحدة. وفي الواقع، اثنتين من البلدان الأقرب إلى الجزر – جنوب أفريقيا وناميبيا – عجلة القيادة في سيارتهم على اليسار.

## خرائط

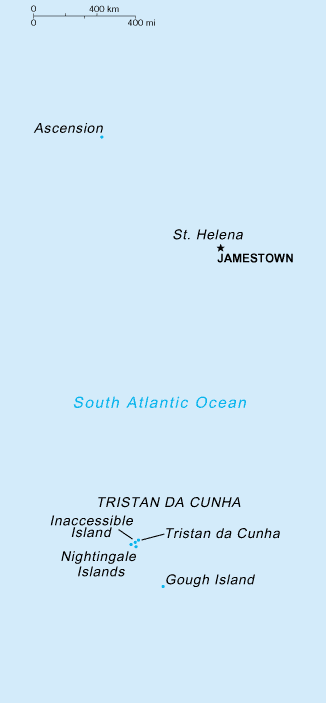
خريطة تظهر جميع الجزر
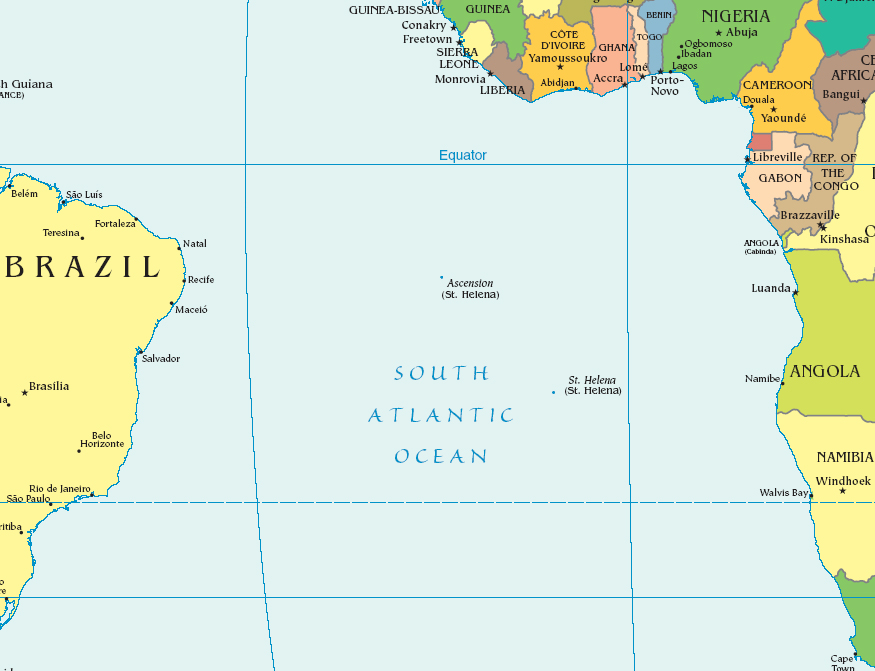
موقع سانت هيلينا وجزيرة أسينشين
خريطة سانت هيلينا
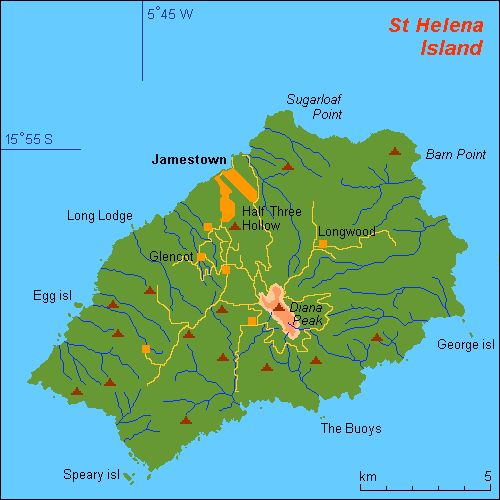
خريطة أخرى لسانت هيلينا
خريطة لجزيرة أسينشين
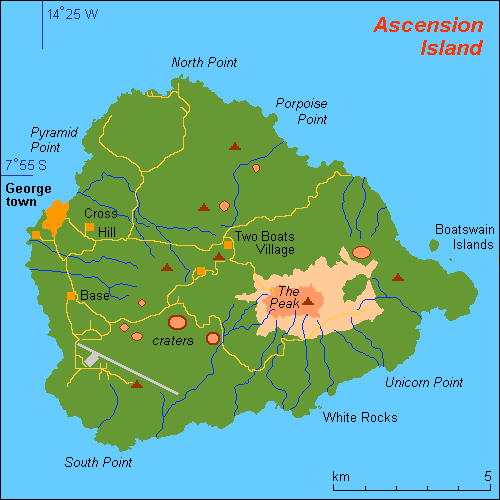
خريطة أخرى لجزيرة أسينشين
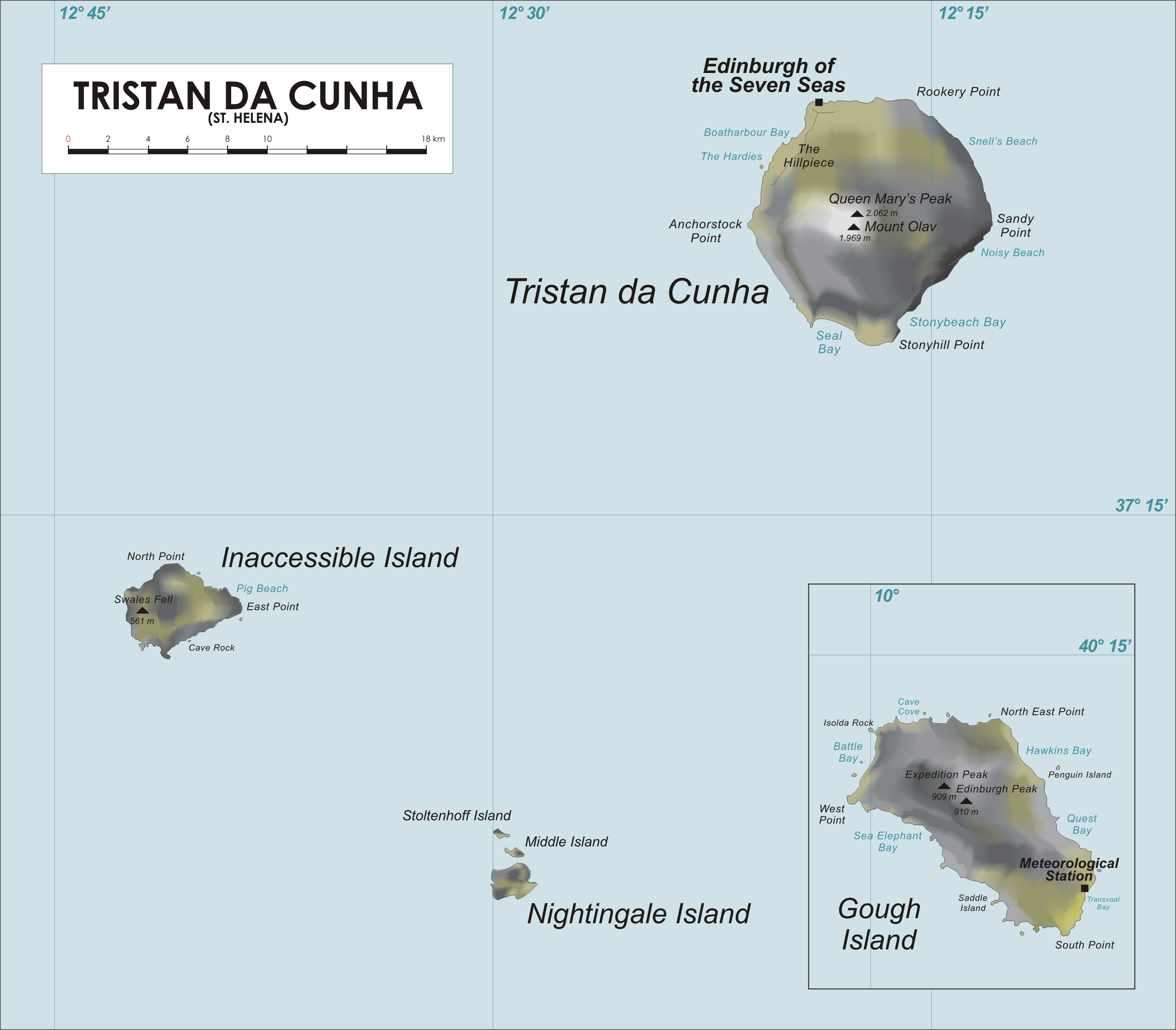
خريطة تريستان دا كونا

## الروابط الخارجية
- The Official Government Website of Saint Helena
- The Official Government Website of Ascension Island
- The Official Tristan da Cunha Website
- Radio Saint FM (live broadcasting from Saint Helena)
- Saint Helena, Ascension and Tristan da Cunha  على كتاب حقائق العالم